# Kranjska Gora (gemeente)

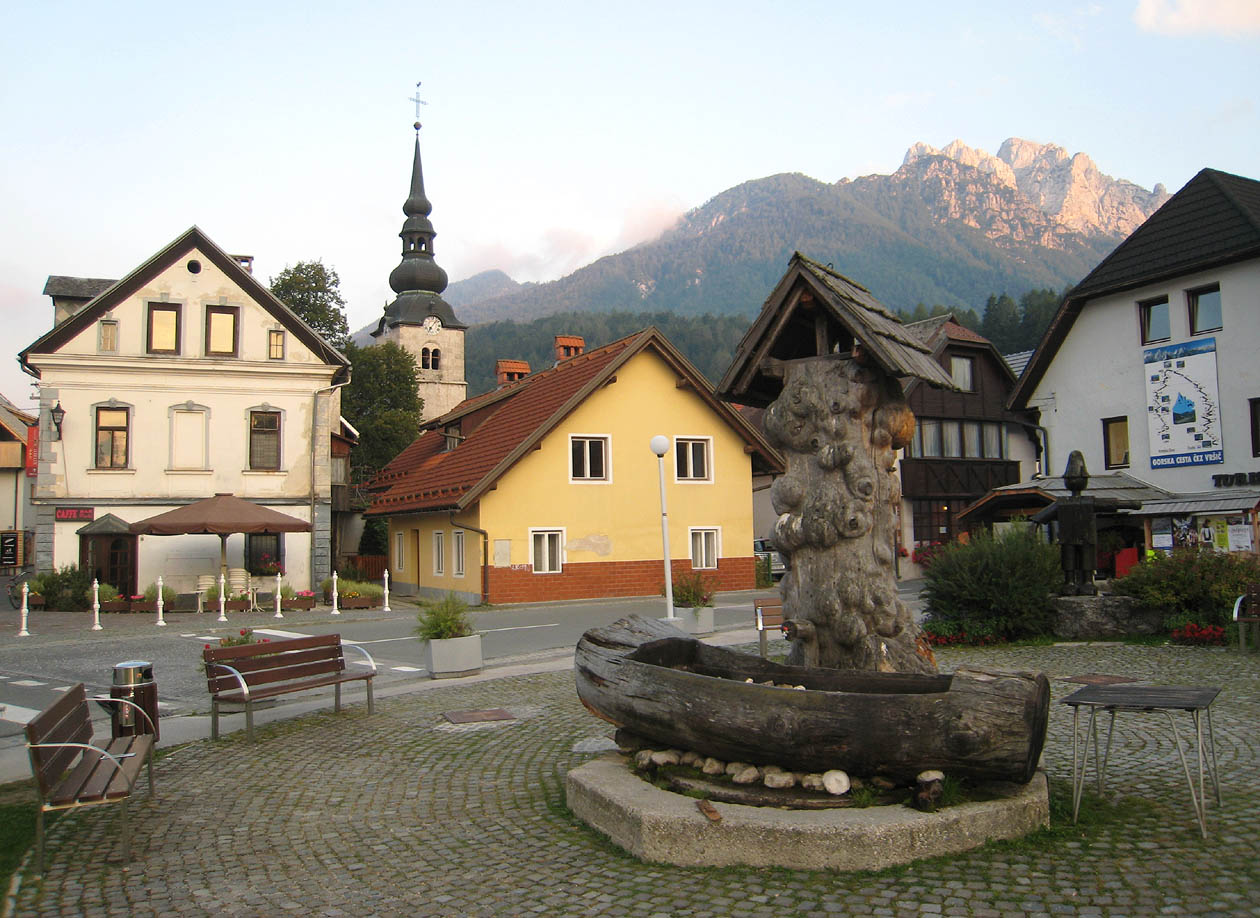
Centrum Kranjska Gora

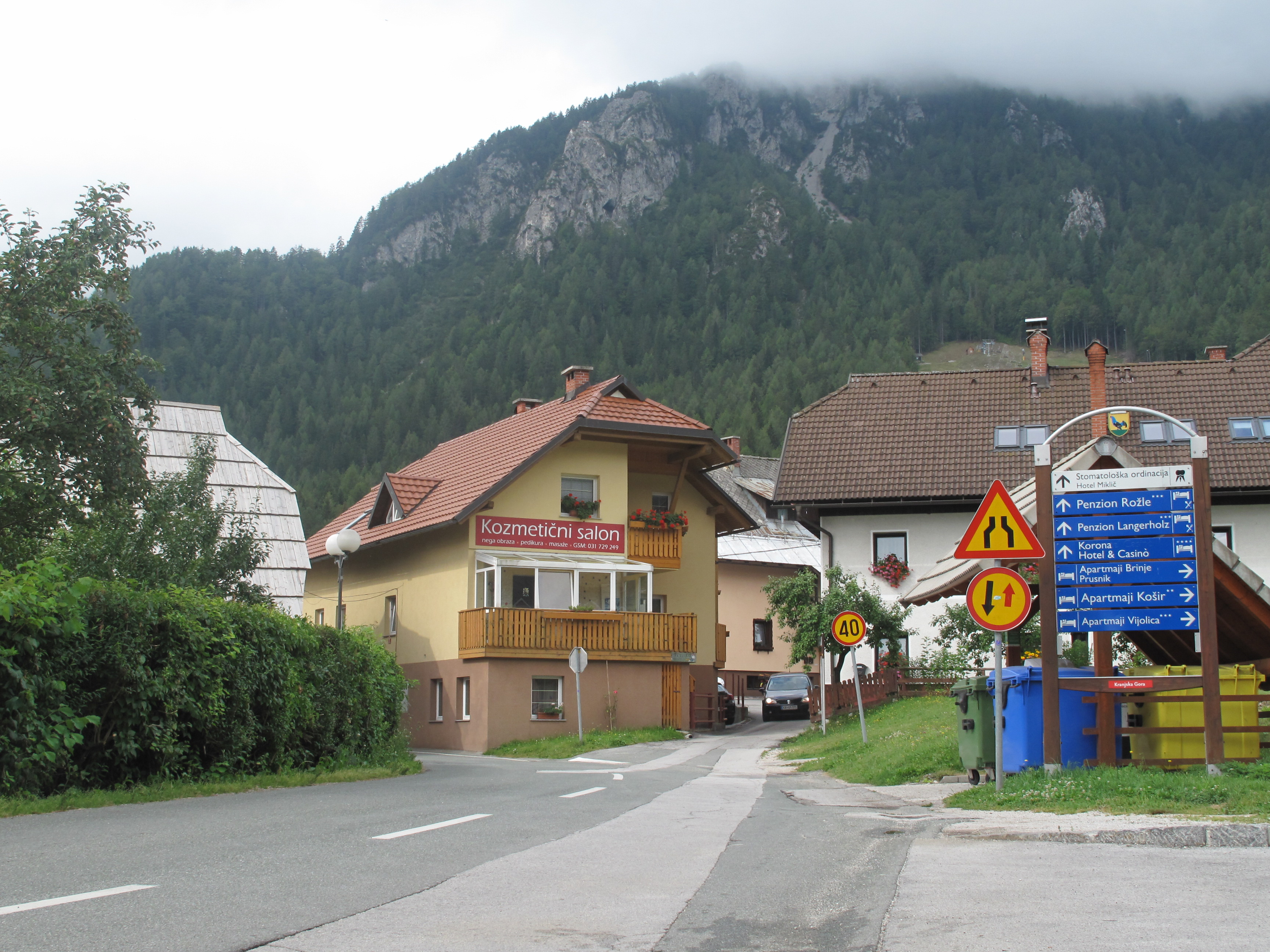
Kranjska Gora, straatzicht bij binnenkomst van de stad

Kranjska Gora (Duits: Kronau) is een gemeente in de Sloveense regio Gorenjska in het noordwesten van Slovenië. Kranjska Gora telt 5247 inwoners (2002).
Dichtbij is de Vršič-pas met vele haarspeldbochten aan de lokale weg 206 naar Trenta en Bovec met de rivier de Soča. Kranjska Gora is de toegangspoort naar het Triglav Nationaal Park, het enige Nationale Park van Slovenië.
Verder is Kranjska Gora bekend om de Planica, de skispringschans waar geregeld toernooien worden gehouden. Daarnaast is het dorp een bekende Sloveense wintersportplaats, waar ook jaarlijks de Alpine Ski World Cup competitie wordt gehouden.
In Kranjska Gora zijn vele hotels en restaurants te vinden, die ook heel belangrijk zijn voor het toerisme. Ook zijn sinds 2006 nieuwe skiliften en een rodelbaan aangelegd.
Er is een 16de-eeuwse Maria-Hemelvaartkerk en een museum. In de omgeving ligt het Jasnameer en de berg Prisojnik met 2547 meter hoogte. Vanuit de Vrata-vallei bij Mojstrana is de berg Triglav te bereiken.

## Plaatsen in de gemeente
Belca, Dovje, Gozd Martuljek, Kranjska Gora, Log, Mojstrana, Podkoren, Rateče, Srednji Vrh, Zgornja Radovna

## Externe links

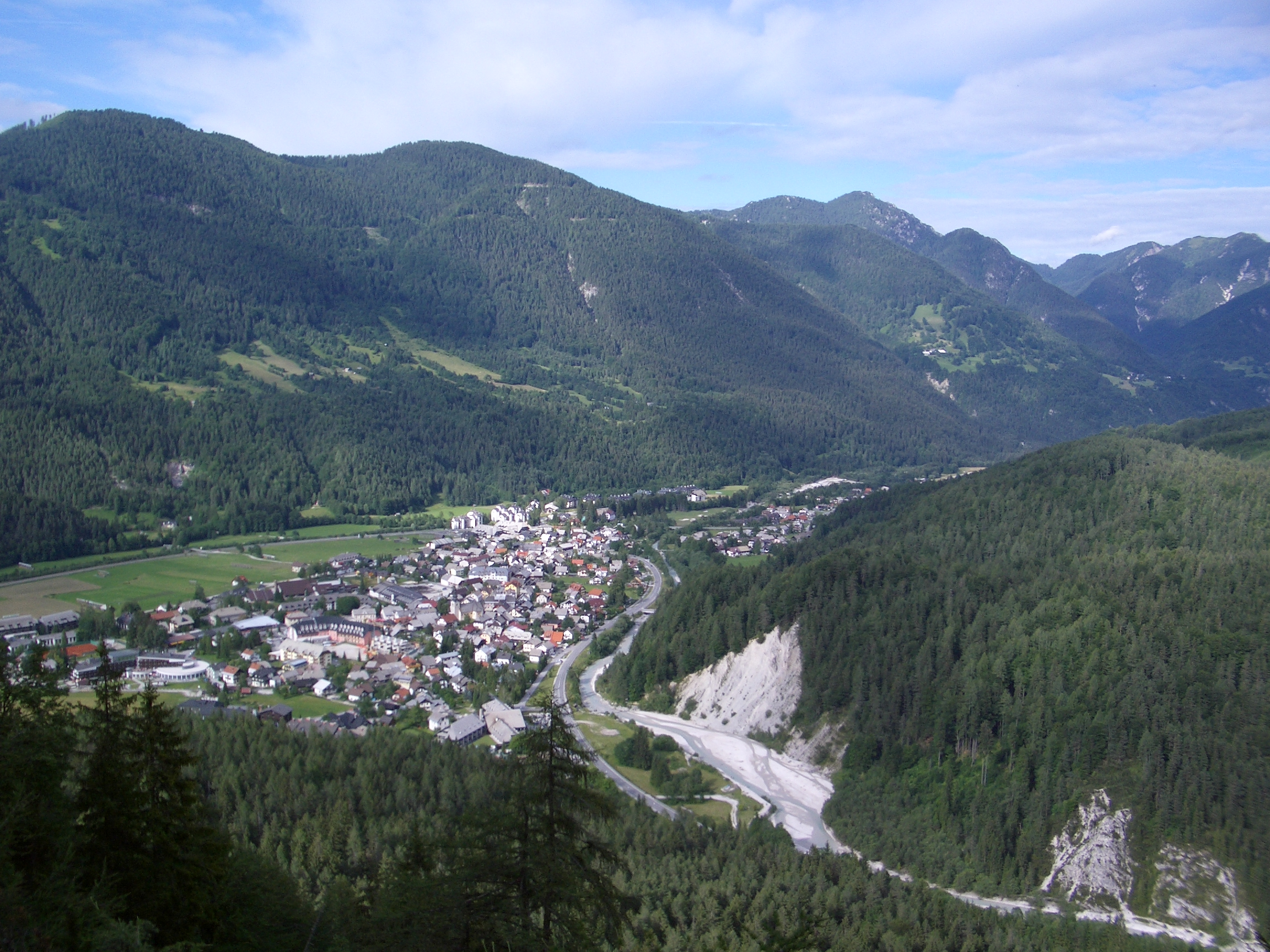
Kranjska Gora